# Bóng chuyền tại Đại hội Thể thao Liên châu Mỹ 1955

Trang này trình bày kết quả của giải đấu bóng chuyền nam và nữ thi đấu tại Đại hội Thể thao Liên châu Mỹ 1955, được tổ chức từ ngày 15 tháng 3 đến 24 tháng 3 năm 1955 ở Thành phố México.

## Giải đấu nam trong nhà

### Bảng xếp hạng chung kết
| Vị trí | Đội       |
| ------ | --------- |
| 1.     | Hoa Kỳ    |
| 2.     | México    |
| 3.     | Brasil    |
| 4.     | Cuba      |
| 5.     | Uruguay   |
| 6.     | Venezuela |

| Nhà vô địch Đại hội Thể thao Liên châu Mỹ 1955 |
| ---------------------------------------------- |
| · Hoa Kỳ · Lần đầu                             |

## Giải đấu nữ trong nhà

### Bảng xếp hạng chung kết
| Place | Team              |
| ----- | ----------------- |
| 1.    | México            |
| 2.    | Hoa Kỳ            |
| 3.    | Brasil            |
| 4.    | Cộng hòa Dominica |

| Nhà vô địch Đại hội Thể thao Liên châu Mỹ 1955 |
| ---------------------------------------------- |
| · México · Lần đầu                             |